# Патрик Кутроне
Патрик Кутроне (на италиански: ˈpaːtrik kuˈtroːne) е италиански професионален футболист, който играе за италианския Комо.

## Клубна кариера

### Милан
Кутроне е роден в Комо и започва да играе футбол от ранна детска възраст. През 2007 г. 7-годишният Кутроне започва младежката си футболна кариера в местния отбор Паредиенсе. През същата година той изкарва пробен период в Интер Милано, АК Монца и Милан. На 29 юни 2007 г. Патрик Кутроне се присъединява официално към академията на Милан, където прекарва следващите десет години, играейки при различните възрастови групи на Примаверата на отбора (до 19 години). През март 2015 г. Кутроне подписва първия си професионален договор с Милан, който влиза в сила от 1 юли 2015 г. и е до 30 юни 2018 г.
Кутроне получава първата си повиквателна за първият отбор за домакински мач срещу Пескара, който се изиграва на 30 октомври 2016 г., но той остава неизползвана резерва. През януари 2017 г. Патрик е промотиран в първия отбор. На 21 май 2017 г. той прави своя дебют като професионален футболист в домакинството на Милан срещу Болоня, мач от италианската Серия А, спечелен с 3:0. Младият футболист влиза като смяна на напускащия Жерар Деулофеу в 85-ата минута.
През лятото на 2017 г. Кутроне подписва удължаване на договора си, което би оставило футболиста в клуба до 30 юни 2021 г., докато китайските ръководители на Милан похарчват над 200 милиона евро за трансфери, придобивайки общо 11 нови играчи, двама от които са нападателите Андре Силва и Никола Калинич. Първоначално, за да увеличи игровото си време, Кутроне биваше убеждаван да се присъедини към един от по-нискостоящите клубове на Серия А, но той все пак отказа.
На 27 юли 2017 г. той за първи път бе включен в стартовия състав в мач от европейските клубни турнири. Милан гостува в Крайова на местния Университатя и взема победа с 1:0. Този мач е част от срещите, които Милан изиграва в квалификационните кръгове на Лига Европа 2017/18. На 3 август той вкарва първия си гол за Милан в мача-реванш срещу същия съперник, завършил 2 – 0 за неговия отбор. На 20 август той отбелязва първия си гол в  Серия А при победата с 0:3 срещу Кротоне. На 24 август единственият гол за победата с 1:0 при гостуването на Шкендия е негов. Това е мач от плейофите на Лига Европа. На 28 септември идва първият му гол в основната фаза на европейски клубен турнир. Това става в последната минута на мача срещу Риека в груповата фаза на Лига Европа, а неговото попадение се оказва и победно за Милан. Италианският гранд печели с 3:2. Влизайки като смяна в мача от Копа Италия срещу местния съперник Интер Милано, Кутроне вкарва победния и първия си гол в Дерби дела Мадонина. На 28 януари 2018 г. Патрик отбелязва първият гол в домакинския мач от Серия А срещу Лацио. Първоначално се смяташе, че попадението е удар с глава както от съдията, така и на играчите на Лацио. След последния сигнал обаче стана ясно, че след изпълнение на свободен удар от Хакан Чалханоглу, топката вместо да попадне на главата на Кутроне, се отклонява от ръката му и влиза директно във вратата. Въпреки че бе съобщено, че младока може да получи наказание от два мача за предполагаема умишлена игра с ръка, разследване, проведено от ръководния орган на Италианската Футболна Федерация, доказа, че действията му в този епизод са били непреднамерени и следователно ненаказуеми. На 10 февруари 2018 г. Кутроне отбелязва два гола при победата на „росонерите“ с 4:0 на госта на СПАЛ.
През лятото на 2018 г. новият съвет на директорите на Милан реши да увеличи атакуващата мощ на отбора, подписвайки с изявен голмайстор в лицето на Гонсало Игуан, с когото Патрик Кутроне се среща за първи път като фен през 2015 г. След пристигането му, от всички останали нападатели в отбора (а именно Никола Калинич, Андре Силва и Карлос Бака), Кутроне е единственият, който не е пуснат на трансферния пазар. На 31 август 2018 г. младият футболист влиза като късна смяна и вкарва гол в последния момент, за да спечели домакинския мач от Серия А срещу Рома. Резултатът е 2 – 1, помагащ на Милан да осигури първата си шампионатна победа за сезона.
През октомври 2018 г. Кутроне удължава договора си с Милан до 30 юни 2023 г.
На 12 януари 2019 г. Патрик влиза като смяна в продълженията на мач срещу Сампдория в Генуа и само за шест минути вкарва два гола с първите си докосвания до топката, а миланският гранд побеждава с 2 – 0 и продължава своя рейд в турнира Копа Италия. През същия месец клубът избира предсрочно да прекрати наема на Гонсало Игуаин и закупва Кшищоф Пьонтек, който веднага е избран за първи избор на позицията централен нападател. Неговата роля на терена и стил на игра се смятани за „твърде сходни“ с тези на Кутроне. Старши треньорът на отбора, Дженаро Гатузо, също отказва да играе с двама нападатели по тактически причини и предпочита формацията 4-3-3 като редовна стартова за „росонерите“. В резултат от това, игровото време и качеството в представянията на Кутроне продължават да намаляват, като играчът не успява да отбележи или асистира в 18 свои поредни участия, най-вече като супер-смяна. Тъй като Милан за пореден път не успя да се класира за Шампионска лига, Гатузо подава оставка и е заменен от Марко Джампаоло. Въпреки че Джампаоло, който предпочита формацията 4–3–1–2 пред която и да е друга, възможностите за Кутроне в Милано отново са ограничени, тъй като новият треньор се опитваше да оформи партньорство от Пьонтек с различен тип атакуващ футболист от него.

### Улвърхемптън Уондърърс
На 30 юли 2019 г. Кутроне се присъединява към Улвърхемптън Уондърърс, като подписва с „вълците“ четиригодишен договор. Италианецът дебютира във Висшата лига за Уувс на 11 август, влизайки като смяна в откриващия им мач от сезон 2019 – 20 – равенство 0 – 0 в гостуване на Лестър Сити. Три дни по-рано прави и европейския си дебют. В него той отново влиза като смяна в мача на неговия отбор от Лига Европа срещу арменския Пюник в Ереван. На 15 август Кутроне прави дебюта си като титуляр при домакинската победа с 4:0 срещу Пюник във втория етап на третия квалификационен кръг на УЕФА Лига Европа. На 1 септември идва и първият му мач като титуляр за „вълците“. Той е срещу Евертън на Гудисън парк и е загубен с 3 – 2. Първият му гол за тима той отбелязва на 24 септември при домакинската загуба с 2 – 5 от Висшата лига срещу Челси. При домакинския успех с 2:0 срещу Уест Хем Юнайтед на 4 декември 2019 г., Патрик Кутроне отбелязва след само две минути на терена, след като влиза като резерва в 84-тата минута.
На 10 януари 2020 г. италианецът напуска „вълците“, за да се присъедини към отбора на Фиорентина, в търсене на повече възможности за изява и по-добро представяне. Играчът е взет под наем за 18 месеца, като има и опция за откупуване, от която италианският отбор може да се възползва..
На 7 януари 2021 г. Кутроне се завръща в Улвърхемптън Уондърърс, след малко под година под наем във Фиорентина. Той носи тениската с номер 23, символизираща възрастта му след завръщането му от Италия. Първото му участие за „вълците“ през сезон 2020 – 21 е като смяна през второто полувреме при победата на с 1:0 у дома над Кристъл Палас в среща от 3-тия кръг от турнира за ФА Къп. Мачът се играе на 8 януари 2021 г. Патрик е включен за първи път като титуляр за Уувс, след завръщането си от наем, за мача от 4-тия кръг от ФА Къп срещу аматьорския ФК Чорли, а отборът му печели с 1 – 0.
На 31 януари 2021 г. от отбора на Улвърхемптън обявяват, че Патрик Кутроне ще изкара остатъка от сезон 2020 – 21 под наем в елитния испански клуб Валенсия.

### Фиорентина (наем)
Кутроне се присъединява към Фиорентина на 10 януари 2020 г., след като е отдаден под наем за срок от 18 месеца. Два дни по-късно той дебютира за „виолетовите“, като заменя Федерико Киеза в 75-ата минута при домакинската победа с 1:0 срещу СПАЛ. На 15 януари, отново на Стадио Артемио Франки, Кутроне вкарва първия си гол за Фиорентина, като открива резултата срещу Аталанта. Неговият тим отново печели, този път с 2 – 1.
На 7 януари 2021 г. Кутроне е върнат в отбора на Улвърхемптън, като наемът му е предварително прекратен.

### Валенсия КФ (наем)
На 31 януари 2021 г. тимът от Примера Дивисион на Испания, Валенсия, обявява привличането на Патрик Кутроне под наем до края на сезон 2020 – 21.

## Национален отбор
Кутроне представи Италия във всички младежки гарнитури на страната, като записа общо 57 участия и вкара 27 гола. По-конкретно той участваше на два форума с младите адзури – на Европейското първенство за юноши до 17 г. 2015 в България и на Европейското първенство за юноши до 17 г. през 2016 г. в Германия..
Той прави своя дебют с младежкия национален отбор на Италия до 21 г. на 1 септември 2017 в приятелски мач срещу Испания, загубен с 3 – 0. Три дни по-късно той играе втория си мач и вкарва първия си гол за отбора в победата с 4 – 1 срещу Словения.
През март 2018 г. той получава първата си повиквателна за мъжкия национален отбор на Италия от временен селекционер на тима Луиджи Ди Биаджо за приятелски срещи на Италия срещу Аржентина и Англия по-късно същия месец. На 23 март 2018 г. прави дебюта си за мъжката селекция на „скуадрата“ срещу Аржентина, а Италия е победена с 2 – 0.
Кутроне е част от 23-членния състав на младежкия състав на Италия до 21 години, повикан от Луиджи ди Биаджо, за Европейското първенство за младежи през 2019 г. на родна земя. На него Италия е в група с Испания, Белгия и Полша. Той вкара във финалния мач на Италия в груповата фаза – победа с 3:1 над Белгия на 22 юни. Италия обаче разочарова на първенството, оставайки втора в групата си след „ла фурия роха“ и въпреки че има същия точков актив като испанците, отпада рано от турнира.

## Стил на игра
Известен с хищническия си инстинкт към гола, Кутроне бива описван от италианските специалисти като „истинска деветка“. Неговите най-добри качества като нападател са физическата му сила, позиционирането, способността му да печели въздушни двубои, играта с глава, както и неговия опортюнизъм, непрестанно движение и способността да чете играта. Той също така бе похвален от медиите за неговото добро предвижване без топка в краката, докато неговата техника и работа в екип бяха посочени като части от играта, които той трябва да подобри. Поради сходните си характеристиките, той е сравняван с бившия нападател на Милан Филипо Индзаги, който го тренира, докато работише като треньор с Примаверата на „росонерите“ в периода от 2012 до 2014 г. Въпреки че е запален фен на Милан от детството си, той обожествява Матиа Дестро, докато играе за младежкия състав на Милан и също е бил наричан „младият Дестро“ заради техните прилики. Други футболисти, на които той симпатизира са Андреа Белоти и Алваро Мората, като последният от тях хвали Кутроне за представянето му през 2018 г. Въпреки че неговият по-силен крак е десният, той може умело да изстрелва топката с двата крака.
Освен редовната си позиция като централен нападател, Кутроне е използван и като импровизирано ляв крило от бившия си треньор в Милан Дженаро Гатузо в роля, подобна на тази на Марио Манджукич в Ювентус. Патрик също е способен да играе заедно с друг атакуващ съотборник във формация 4–4–2, като балансира между ролите на централен нападател/нападател и втори нападател.
Бившият нападател на Милан Даниеле Масаро оприличава Кутроне на себе си през 2019 г., като също го нарича „суперсмяна“, заради склонността му да вкарва решителни голове след влизане от резервната скамейка.

## Статистика

### Клубна
- Последна промяна: 21 април 2021 г.

| Клуб                   | Сезон             | Лига              | Лига   | Лига   | Купа   | Купа   | Купа на лигата | Купа на лигата | Европа | Европа | Други  | Други  | Общо   | Общо   |
| Клуб                   | Сезон             | Лига              | Мачове | Голове | Мачове | Голове | Мачове         | Голове         | Мачове | Голове | Мачове | Голове | Мачове | Голове |
| ---------------------- | ----------------- | ----------------- | ------ | ------ | ------ | ------ | -------------- | -------------- | ------ | ------ | ------ | ------ | ------ | ------ |
| Милан                  | 2016–17           | Серия А           | 1      | 0      | 0      | 0      | —              | —              | —      | —      | 0      | 0      | 1      | 0      |
| Милан                  | 2017–18           | Серия А           | 28     | 10     | 5      | 2      | —              | —              | 13     | 6      | —      | —      | 46     | 18     |
| Милан                  | 2018–19           | Серия А           | 34     | 3      | 3      | 2      | —              | —              | 5      | 4      | 1      | 0      | 43     | 9      |
| Милан                  | Общо              | Общо              | 63     | 13     | 8      | 4      | 0              | 0              | 18     | 10     | 1      | 0      | 90     | 27     |
| Улвърхемптън Уондърърс | 2019–20           | Висша лига        | 12     | 2      | 0      | 0      | 2              | 1              | 10     | 0      | —      | —      | 24     | 3      |
| Улвърхемптън Уондърърс | 2020–21           | Висша лига        | 2      | 0      | 2      | 0      | 0              | 0              | —      | —      | —      | —      | 4      | 0      |
| Улвърхемптън Уондърърс | Общо              | Общо              | 14     | 2      | 2      | 0      | 2              | 1              | 10     | 0      | 0      | 0      | 28     | 3      |
| Фиорентина (наем)      | 2019–20           | Серия А           | 19     | 4      | 2      | 1      | —              | —              | —      | —      | —      | —      | 21     | 5      |
| Фиорентина (наем)      | 2020–21           | Серия А           | 11     | 0      | 2      | 0      | —              | —              | —      | —      | —      | —      | 13     | 0      |
| Фиорентина (наем)      | Общо              | Общо              | 30     | 4      | 4      | 1      | 0              | 0              | 0      | 0      | 0      | 0      | 34     | 5      |
| Валенсия (наем)        | 2020–21           | Ла Лига           | 7      | 0      | 0      | 0      | —              | —              | —      | —      | —      | —      | 7      | 0      |
| Общо за кариерата      | Общо за кариерата | Общо за кариерата | 114    | 19     | 14     | 5      | 2              | 1              | 28     | 11     | 1      | 0      | 159    | 35     |

### Национален отбор
- Последна промяна: 23 март 2018 г.[75]

| Нац. отбор | Година | Мачове | Голове |
| ---------- | ------ | ------ | ------ |
| Италия     |        |        |        |
| 2018       | 1      | 0      |        |
| Total      | Total  | 1      | 0      |

## Успехи
Италия до 19 години
- Европейско първенство за юноши до 19 г. второ място: 2016[76]